# Hecalapona dedeca
Hecalapona dedeca är en insektsart som beskrevs av Delong och Wolda 1984. Hecalapona dedeca ingår i släktet Hecalapona och familjen dvärgstritar. Inga underarter finns listade i Catalogue of Life.